# Prefontaine Classic 2011
Prefontaine Classic 2011 byl lehkoatletický mítink, který se konal 3. a 4. června 2011 v americkém městě Eugene. Byl součástí série mítinků Diamantové ligy 2011.

## Výsledky
- Archiv výsledků zde [1]

### Muži
| Disciplína      | 1. místo               | 2. místo                      | 3. místo                     |
| 200 m           | Walter Dix 20,19       | Jaysuma Saidy Ndure 20,26     | Churandy Martina 20,39       |
| 400 m           | Angelo Taylor 45,16    | Jeremy Wariner 45,43          | Kévin Borlée 45,51           |
| 1 míle          | Haron Keitany 3:49,09  | Silas Kiplagat 3:49,39        | Asbel Kipruto Kiprop 3:49,55 |
| 110 m překážek  | David Oliver 12,94     | Liou Siang 13,00              | Aries Merritt 13,18          |
| 3000 m překážek | Ezekiel Kemboi 8:08,34 | Paul Kipsiele Koech 8:10,13   | Roba Gari 8:11,34            |
| Skok do výšky   | Raúl Spank 232 cm      | Andrej Silnov 232 cm          | Jesse Williams 232 cm        |
| Skok daleký     | Greg Rutherford 832 cm | Godfrey Khotso Mokoena 831 cm | Sebastian Bayer 803 cm       |
| Hod diskem      | Robert Harting 68,40 m | Virgilijus Alekna 67,19 m     | Piotr Małachowski 65,95 m    |

### Ženy
| Disciplína     | 1. místo                       | 2. místo                          | 3. místo                      |
| 100 m          | Carmelita Jeterová 10,70       | Marshevet Myers 10,86             | Kerron Stewartová 10,87       |
| 800 m          | Kenia Sinclair 1:58,29         | Caster Semenyaová 1:58,88         | Janeth Jepkosgei 1:59,15      |
| 5000 m         | Vivian Cheruiyotová 14:33,96   | Linet Masaiová 14:35,44           | Mercy Cherono 14:37,01        |
| 400 m překážek | Lashinda Demusová 53,31        | Kaliese Spencerová 53,45          | Melaine Walkerová 53,56       |
| Skok o tyči    | Anna Rogowská 468 cm           | Světlana Feofanovová 458 cm       | Fabiana Murerová 448 cm       |
| Trojskok       | Olga Saladuchová 14,98 m       | Blessing Ufodiama 14,06 m         | Anna Pjatychová 13,98 m       |
| Vrh koulí      | Nadzeja Astapčuková 20,59 m    | Jillian Camarena-Williams 19,76 m | Cleopatra Borel-Brown 18,85 m |
| Hod oštěpem    | Christina Obergföllová 65,48 m | Marija Abakumovová 65,30 m        | Barbora Špotáková 64,87 m     |